# Blek bergduva
Blek bergduva (Gymnophaps solomonensis) är en fågel i familjen duvor inom ordningen duvfåglar.

## Utbredning och systematik
Fågeln är endemisk för Salomonöarna och förekommer från Bougainville till Guadalcanal och Malaita. Den behandlas som monotypisk, det vill säga att den inte delas in i några underarter.

## Status
IUCN kategoriserar arten som livskraftig.